# Eremochelis flavus
Espèce
Eremochelis flavus est une espèce de solifuges de la famille des Eremobatidae.

## Distribution
Cette espèce est endémique de Californie aux États-Unis,. Elle se rencontre dans le comté d'Imperial.

## Description
La femelle holotype mesure 14,0 mm.

## Publication originale
- Muma, 1989 : New species and records of Solpugida (Arachnida) from the United States. Douglas Print Shop, p. 1-56 (texte intégral).